# Saison 4 de New York 911
Chronologie
Saison 3 Saison 5
Cet article présente le guide des épisodes de la  quatrième saison  de la série télévisée New York 911 (Third Watch).

## Distribution de la saison
- Jason Wiles (VF : Ludovic Baugin) : NYPD Officer Maurice « Bosco » Boscorelli
- Coby Bell (VF : Olivier Cordina) : NYPD Officer Tyrone « Ty » Davis, Jr.
- Skipp Sudduth (VF : Bruno Carna) : NYPD Officer John « Sully » Sullivan
- Anthony Ruivivar (VF : Luc Boulad) : FDNY Paramedic Carlos Nieto
- Eddie Cibrian (VF : Alexis Victor) : FDNY Firefighter / Lieutenant James « Jimmy » Doherty
- Molly Price (VF : Marjorie Frantz puis Sophie Lepanse) : NYPD Officer / détective Faith Yokas
- Kim Raver (VF : Brigitte Berges) : FDNY Paramedic Kimberly « Kim » Zambrano
- Michael Beach (VF : Frantz Confiac) : FDNY Paramedic Monte « Doc » Parker
- Amy Carlson (VF : Barbara Kelsch puis Monika Lawinska) : FDNY Paramedic / firefighter Alexandra « Alex » Taylor
- Tia Texada : NYPD Officer / détective Maritza Cruz

## Épisodes

### Épisode 1:Et la lumière fut
- États-Unis : 30 septembre 2002

- Sean Young : Nancy
- Savannah Haske : Tatiana
- J.D. Jackson : Latrell Griffith
- Julian Gamble : George Hancock
- Bonnie Dennison : Emily Yokas

### Épisode 2:Les Rares Élus
- États-Unis : 7 octobre 2002

- Elizabeth Rodriguez : Sergent Chris Reyes
- Ron McLarty : Grandpa Yokas
- Tia Texada : Maritza Cruz
- Jean De Baer : Grandma Yokas
- James Remar : Détective Madjanski

### Épisode 3:Servir et protéger
- États-Unis : 14 octobre 2002

- Marc John Jefferies : Miguel White
- Michole Briana White (en) : Mrs. Thomas
- Charles Parnell : Joe Thomas
- Joe Lisi : Lieutenant Swersky
- John Michael Bolger : Lieutenant Johnson

### Épisode 4:Une si belle journée
- États-Unis : 21 octobre 2002

- Dan Frazer : médecin
- John Michael Bolger : Lieutenant Johnson
- Roy Scheider : Fyodor Chevchenko
- Bonnie Dennison : Emily Yokas
- Darien Sills-Evans : Dr. Fields

### Épisode 5:Le Jugement dernier-1repartie
- États-Unis : 28 octobre 2002

- Joelle Carter : Tori
- Joe Lisi : Lieutenant Swersky
- Julian Gamble : George Hancock
- James Remar : Det. Madjanski

### Épisode 6:Le Jugement dernier-2epartie
- États-Unis : 28 octobre 2002

- Joe Lisi : Lieutenant Swersky
- James Remar : Det. Madjanski
- Roy Scheider : Fyodor Chevchenko
- Bonnie Dennison : Emily Yokas
- Ron Orbach : Fat Tony

### Épisode 7:Pyromane
- États-Unis : 11 novembre 2002

- Cassandra Creech : Joy
- Dennis Creaghan : Doug Maple Sr.
- Julian Gamble : George Hancock
- John Michael Bolger : Lieutenant Johnson

### Épisode 8:Une journée entre filles
- États-Unis : 18 novembre 2002

- Chris Bauer : Fred Yokas
- Titus Welliver : Cameron
- Tia Texada : Maritza Cruz
- Liz Stauber : Stacy
- Joe Lisi : Lieutenant Swersky
- Bonnie Dennison : Emily Yokas

### Épisode 9:Crime et châtiment-1repartie
- États-Unis : 2 décembre 2002

- Tia Texada : Maritza Cruz
- Anthony 'Treach' Criss : Vernon
- Cassandra Creech : Joy
- Marc John Jefferies : Miguel White
- Daria Hardeman : Shalike White
- Joe Lisi : Lieutenant Swersky
- Julian Gamble : George Hancock

### Épisode 10:Crime et châtiment-2epartie
- États-Unis : 9 décembre 2002

- Sean Young : Nancy
- Tia Texada : Maritza Cruz
- Anthony 'Treach' Criss : Vernon
- Marc John Jefferies : Miguel White
- Joe Lisi : Lieutenant Swersky

### Épisode 11:L'Accusation
- États-Unis : 6 janvier 2003

- Joe Lisi : Lieutenant Swersky
- John Michael Bolger : Lieutenant Johnson
- Ann Dowd : Sgt. Beth Markham
- E.V.E. : Yvette Powell
- Halley Wegryn Gross : Madeline

### Épisode 12:Châteaux de sable
- États-Unis : 13 janvier 2003

- Chris Bauer : Fred Yokas
- Cassandra Creech : Joy
- Jack Willis (en) : Chester
- Joelle Carter : Tori
- Jessica Brooks Grant : Nicole West
- Laura Kirk : Audrey
- Olivia Birkelund : Claire Henley

### Épisode 13:Tempêtes
- États-Unis : 27 janvier 2003

- Joelle Carter : Tori
- Joseph Cross : Eric Beckman
- Joe Lisi : Lieutenant Swersky
- Bonnie Dennison : Emily Yokas
- John Michael Bolger : Lieutenant Johnson
- Joseph Cross : Eric Beckman

### Épisode 14:Dommages collatéraux-1repartie
- États-Unis : 3 février 2003

- Mia Farrow : Mona Mitchell
- Bonnie Dennison : Emily Yokas
- Marianne Hagan : Linda
- Haylie Duff : Faith jeune
- Rene Millan : Ramon

### Épisode 15:Dommages collatéraux-2epartie
- États-Unis : 10 février 2003

- Bonnie Dennison : Emily Yokas
- Marianne Hagan : Linda
- Joe Lisi : Lieutenant Swersky
- John Michael Bolger : Lieutenant Johnson

### Épisode 16:10-13
- États-Unis : 24 février 2003

- Cassandra Creech : Joy
- Clifton Powell : le père de Joy
- Darien Sills-Evans : Dr. Fields
- Sterling K. Brown : Officier Dade

### Épisode 17:Tourner la page
- États-Unis : 17 mars 2003

- Amelia Campbell : Leslie McDonald
- Bonnie Dennison : Emily Yokas
- Gene Silvers : Mr. McDonald
- Bill Walsh : Walsh
- Derek Kelly : D.K.

### Épisode 18:Au fond de l'abîme
- États-Unis : 31 mars 2003

- Paul Borghese : Marty Hill
- James Andrew O'Connor : Gallagher

### Épisode 19:Mensonges
- États-Unis : 7 avril 2003

- Tom Berenger : Aaron Noble
- Mark Consuelos : Detective Ramon Valenzuela
- Bonnie Dennison : Emily Yokas
- Joe Lisi : Lieutenant Swersky
- John Michael Bolger : Lieutenant Johnson
- Ken Marks : Anthony
- Lenny Venito : le conducteur du véhicule blindé

### Épisode 20:La Fosse aux lions
- États-Unis : 14 avril 2003

- Tom Berenger : Aaron Noble
- Bonnie Dennison : Emily Yokas
- Joseph Cross : Eric Beckman
- Joe Lisi : Lieutenant Swersky
- John Michael Bolger : Lieutenant Johnson

### Épisode 21:En approche
- États-Unis : 21 avril 2003

- Chris Bauer : Fred Yokas
- Tom Berenger : Aaron Noble
- Bonnie Dennison : Emily Yokas
- Joseph Lyle Taylor : Detective
- Joe Lisi : Lieutenant Swersky
- Nia Long : Sasha Monroe

Faith est préoccupée par la sexualité d’Emily. Sasha Monroe fait son arrivée dans la brigade et fait équipe avec Faith. Noble se fait pardonner par Kim de lui avoir posé un lapin la veille. Noble tue deux hommes et Cruz le couvre avec la complicité de Bosco malgré ses protestations. Bosco va demander conseil à Faith, mais celle-ci refuse de l'aider.

### Épisode 22:Le Prix de la noblesse
- États-Unis : 28 avril 2003

- Tom Berenger : Aaron Noble
- Veronica Hamel : Beth Taylor
- Joe Lisi : Lieutenant Swersky
- Isabel Glasser : Rita Devore
- John Michael Bolger : Lieutenant Johnson